# Войда, Витольд
Витольд Войда (пол. Witold Woyda; 10 мая 1939, Познань — 5 мая 2008, Нью-Йорк, США) — польский спортсмен, фехтовальщик (рапира). Двукратный победитель Олимпийских игр.
Участник 4 Олимпийских игр в Риме (1960), Токио (1964), Мехико (1968) и Мюнхене (1972).
Четырёхкратный олимпийский медалист. Двукратный золотой медалист (в индивидуальных и командных соревнованиях в Мюнхене в 1972 году. Получил серебряную медаль в командных выступлениях в Токио в 1964 году.
10-кратный медалист чемпионатов мира: 5 серебряных медалей в индивидуальных выступлениях в 1962 году, а также в командном зачете в 1963, 1965, 1969, 1971) и 5 бронзовых медалей в командном зачете в 1961, 1962, 1966, 1967 и 1973 годах.
25 раз побеждал на представительных международных соревнованиях рапиристов.
В 1972 по результатам опроса спортивных обозревателей был избран «Лучшим спортсменом года в Польше». Трижды становился индивидуальным мастером спорта Польши в фехтовании на рапире (1964, 1965, 1972). Выступал за клубы Budowlani Warszawa и Marymont Warszawa. Окончил варшавскую среднюю школу № 14 имени Клемента Готвальда и юридический факультет Варшавского университета.
После окончания спортивной карьеры уехал тренировать в Италию. Потом переехал в США, где работал на итальянской фирме IMA North America, Inc.

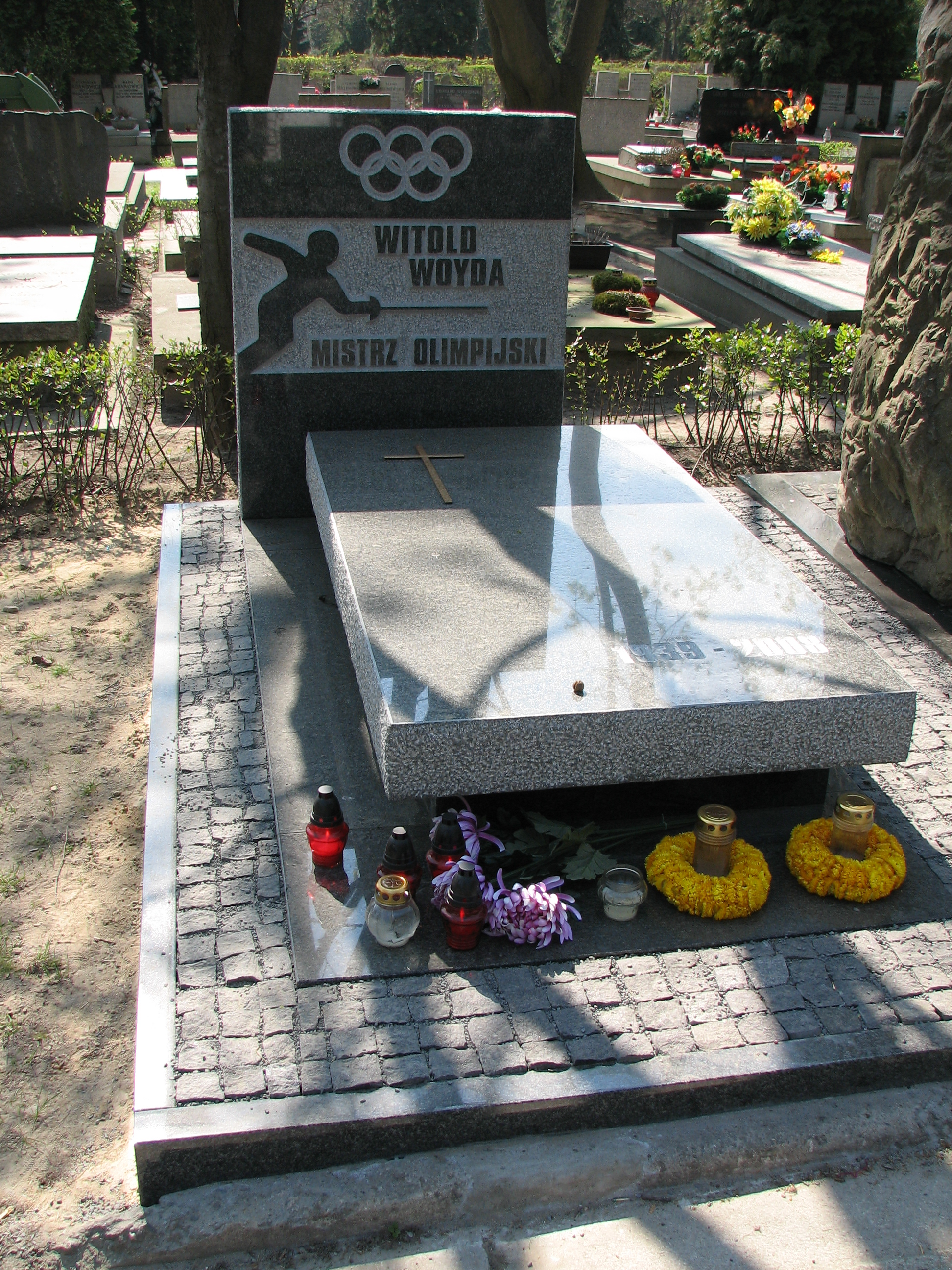
Могила олимпийского чемпиона Витольда Войды в Варшаве

Умер в Нью-Йорке 5 мая 2008 года. Похоронен на Военном кладбище Повонзки в Варшаве.